# Nathan Phelps
Nathan "Nate" Phelps (Topeka (Kansas), 22 november 1958) is een Amerikaans-Canadese auteur, homorechtenactivist, en publieke spreker over religie en kindermisbruik. Hij is de zesde van dertien kinderen van dominee Fred Phelps (1929–2014), van wie hij —samen met drie andere kinderen— vervreemd is geraakt sinds zijn 18e verjaardag in 1976 tot zijn vaders dood. Phelps heeft de Westboro Baptist Church definitief verlaten in 1980 en heeft de groep sindsdien in het openbaar fel bekritiseerd.

## Vroege leven
Phelps werd op 22 november 1958 geboren te Topeka in de Amerikaanse staat Kansas. Van zijn geboorte tot zijn 18e woonde Phelps bij zijn ouders Fred en Margie. Hoewel hij op een lokale openbare school zat, draaide zijn leven verder volkomen rond zijn vaders Westboro Baptist Church (WBC), die naast hun familiehuis stond binnen een ommuurd complex. Er werd streng toegezien op aanwezigheid bij geplande preken en de tijd buiten school om werd vooral ingevuld met geld inzamelen voor de kerk door snoepverkoop. Later moesten Phelps en zijn broers en zussen deelnemen aan een intensief trainingsprogramma, waarbij na school regelmatig 8 of 16 kilometer werd hardgelopen, met daarbovenop een modedieet.
Phelps beschreef zijn vader als "ernstig bevooroordeeld", gewelddadig en mishandelend, en heeft melding gemaakt van ellenlange afranselingen met een leren riem en later met het heft van een houweel. Phelps' broer Mark en zus Dortha hebben diens beweringen over fysieke mishandeling door hun vader bevestigd.

## Verlating Westboro
Op zijn 18e verjaardag verliet Phelps zijn ouderlijk huis. Hoewel hij innerlijk nog worstelde, liet hij zijn familie en de WBC in de steek, ondanks zijn diepe overtuiging dat dit betekende dat hij onmiddellijk in de hel zou belanden. Met grote angst dat zijn ontsnapping zou worden tegengehouden door zijn mishandelende vader, ontvluchtte Phelps, na het geven van een luide schreeuw van protest, in het holst van de nacht zijn ouderlijk huis met een oude auto die hij specifiek hiervoor had gekocht, met verder weinig plannen of voorbereiding voor erna. Hij sliep de eerste nacht in het mannentoilet van een tankstation in de buurt.
Phelps verliet de WBC voordat die begon met haar publieke demonstraties; hij heeft de oorsprong van de WBC-protesten toegeschreven aan het feit dat zijn vader niet langer zijn beroep als advocaat mocht uitoefenen.

## Kansas en Californië: van geloof naar atheïsme

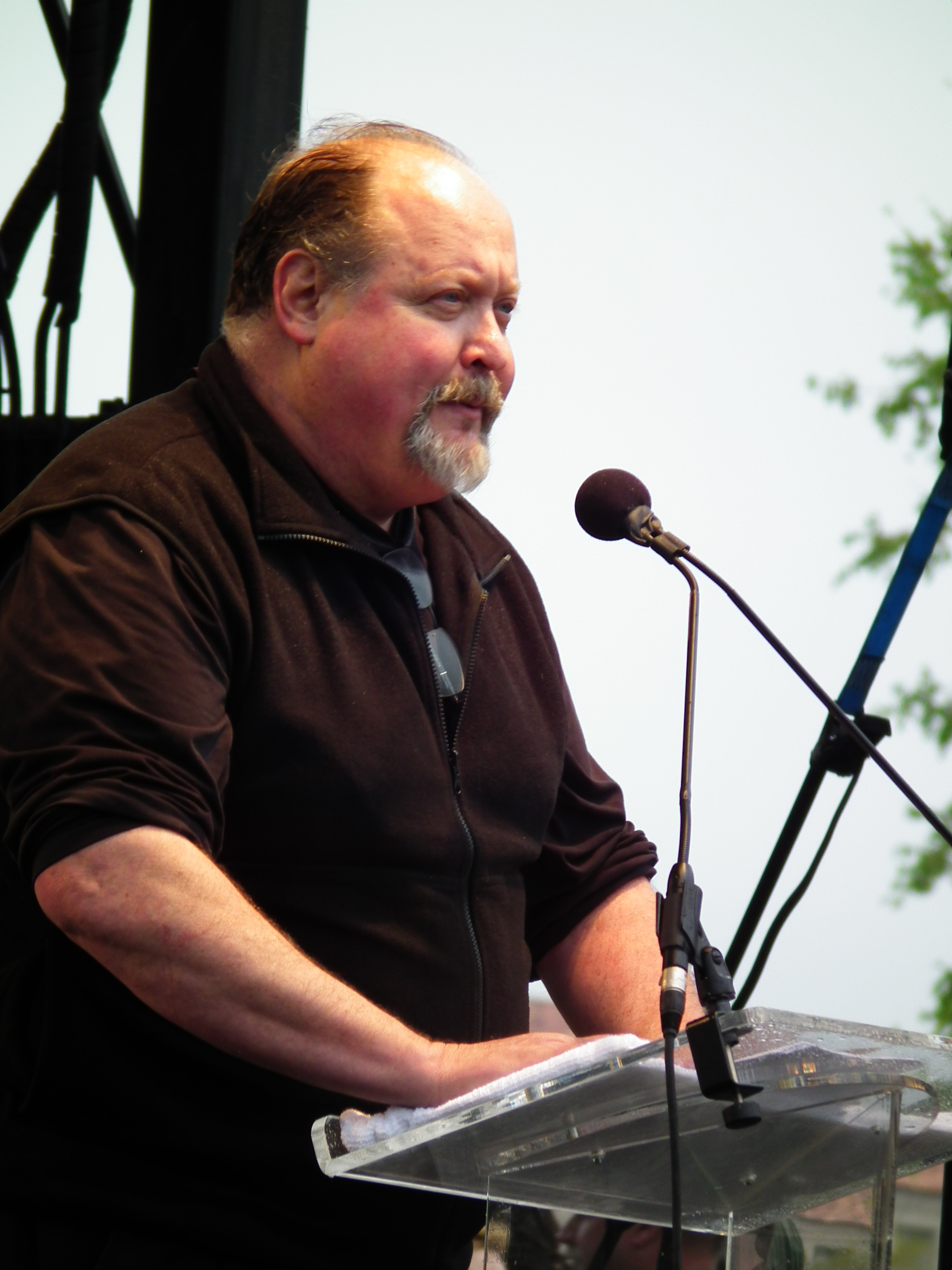
Phelps tijdens de Reason Rally.

Nadat hij de WBC had verlaten, had Phelps verschillende banen voordat hij zich herenigde met zijn oudere broer Mark. In 1978 richtten ze samen een drukkerij op in Prairie Village in de buurt van Kansas City. Het bedrijf verplaatste later naar Zuid-Californië. Phelps heeft 25 jaar in het drukkerijwezen gewerkt.
Drie jaar na zijn vertrek heeft Phelps weer contact opgenomen met zijn familie en verliet Mark en het bedrijf voor korte tijd om bij hen te blijven. Zijn vader bood hem aan om een studie rechten te betalen, waardoor ook elf broers en zussen van hem al een loopbaan als jurist waren begonnen, maar dat interesseerde Nathan niet en hij verzette zich. Fred heeft hem nooit opnieuw geaccepteerd en keurde hem ten slotte af. Nathan ging daarop wederom weg, maar deze keer voorgoed en hij verbrak het contact met zijn vader permanent.
In de twintig jaar na zijn vertrek trachtte Phelps een mildere vorm van het christendom te vinden en voedde zijn eigen kinderen op in een evangelische kerk, maar zijn twijfels groeiden alleen maar verder naarmate hij religie bleef bestuderen. Op de Reason Rally te Washington op 24 maart 2012 vertelde hij dat de gebeurtenissen van 11 september 2001 hem uiteindelijk tot ongeloof brachten:

Then, one sunny September morning, the illusion of a personal God that I tried so hard to believe in, exploded over the skies of Manhattan. Even as the ashes and ruin of this horrific act of blind faith settled over New York, Washington and Pennsylvania, I watched people across the country scrambling to that same irrational altar for their answers. In the fierce storm of emotion that rolled across this country, one realization rose to the surface of my mind with blinding clarity: certainly this mechanism of unassailable blind faith is one of the greatest risks mankind faces today.
(En toen, op een zonnige septemberochtend, explodeerde de illusie van een persoonlijke God waarin ik zo hard probeerde te geloven in de lucht boven Manhattan. Terwijl het stof en de puinhopen van deze afschuwelijke daad van blind geloof neerdaalden over New York, Washington en Pennsylvania, zag ik hoe mensen door het hele land op zoek naar antwoorden naar datzelfde irrationele altaar krabbelden. In de heftige storm van emoties die over dit land golfde, drong één besef met een oogverblindende helderheid door in mijn gedachten: dit mechanisme van onaantastbaar blind geloof is zeker een van de grootste gevaren die de mensheid vandaag de dag confronteert.)

Daarnaast noemt Phelps zowel zijn ervaringen bij het lezen van Michael Shermers boek The Science of Good and Evil en de geboorte van zijn eerste kind als keerpunten in zijn wereldbeeld. Phelps beschrijft zichzelf tegenwoordig als atheïst.

## Loopbaan als activist, spreker en auteur
Later verhuisde Phelps naar het platteland van Brits-Columbia in Canada en woont tegenwoordig te Calgary in Alberta.  Hij is de directeur van de afdeling Calgary van het Centre for Inquiry, een seculiere organisatie die onderwijst in en campagne voert voor de rede en de wetenschap. Hij is ook bestuurslid bij Recovering from Religion, een organisatie die onderwijs en praktische ondersteuning levert aan afvalligen.
Phelps is een actieve publieke spreker en verschijnt op atheïstische, skeptische en seculiere evenementen waaronder een rockfestival. Ook gaf hij lezingen bij tal van Gay Prides en omschrijft zichzelf als "lgbt-activist". Hij benadrukt zijn werk voor de bewustmaking van kindermisbruik door religie en de juridische status daarvan en heeft artikelen gepubliceerd over dit onderwerp.
Hij staat bekend voor zijn kritiek op de Westboro Baptist Church via boeken, interviews, publieke optredens en zijn website. Hij beweert dat zijn vader hem en de andere Phelps kinderen "fysiek, verbaal en psychologisch" misbruikte en hij gelooft dat de kerk een "uitlaatklep van woede en boosheid" was voor zijn vader. 

Sinds 2014 werkt Phelps aan een boek genaamd Leaving Westboro - Escaping America's Most Hated Church & Family. In datzelfde jaar maakte hij bekend dat zijn vader terminaal ziek was en dat dominee Phelps in 2013 was "geëxcommuniceerd" door zijn eigen kerk. Zijn vader overleed op 19 maart 2014, kort nadat Nathan de terminale ziekte van zijn vader bekendmaakte. Na zijn dood bracht Nathan op de website van Recovering From Religion de volgende verklaring uit:

Fred Phelps is now the past. The present and the future are for the living. Unfortunately, Fred’s ideas have not died with him, but live on, not just among the members of Westboro Baptist Church, but among the many communities and small minds that refuse to recognize the equality and humanity of our brothers and sisters on this small planet we share. I will mourn his passing, not for the man he was, but for the man he could have been. 
(Fred Phelps is nu verleden tijd. Het heden en de toekomst zijn nu voor de levenden. Helaas zijn de ideeën van Fred niet met hem overleden, maar leven voort, niet alleen bij de leden van de Westboro Baptist Church, maar bij vele groepen met bekrompen ideeën die weigeren de gelijkheid en menselijkheid van onze broeders en zusters te erkennen op deze kleine planeet waarop wij leven. Ik rouw om zijn heengaan, niet voor de man die hij was, maar voor de man die hij had kunnen zijn.)
—  Nathan Phelps

## Kritiek
Door de familieleden die nog steeds actief zijn in de Westboro Baptist Church wordt Nathan Phelps bekritiseerd. Zijn zus Shirley Phelps-Roper, een prominent woordvoerster voor de kerk, zei daarover het volgende; "Nathan Phelps is een rebel tegen God. Hij heeft niets om naar uit te kijken behalve smart, ellende, dood en de hel." Verder verklaarde ze: "Hij verliet ons toen hij een woedende ongehoorzame rebel was met een selectief geheugen." Zijn enige treffen met zijn vader sinds 1980 was tijdens een radioprogramma, waar Fred Phelps zijn zoon zwaar bekritiseerde.
De Westboro Baptist Church zelf is vanuit vele fronten bekritiseerd en is ook wel omschreven als "ronduit bespottelijk" en "breed beschimpt en bekritiseerd" door andere christelijke groepen. die zichzelf distantiëren van de denkbeelden van deze kerk. In andere gevallen wordt de kerk ervan beschuldigd dat ze de Bijbel "verkeerd voorstelt" of "verkeerd interpreteert". Nate heeft op deze stelling gereageerd dat de positie van de WBC te goeder trouw uit Bijbelse teksten is afgeleid door zijn vader. Bovendien heeft Nate meerdere malen geschreven over de afwijzing van extremisme door gematigde christenen.